# Cadillac CT4
Cadillac CT4 — компактный представительский автомобиль марки Cadillac. Пришёл на смену Cadillac ATS. В иерархии расположен ниже Cadillac CT5.

## Описание
Cadillac CT4 поступил в продажу во втором квартале 2020 года. Следуя новой стратегии Cadillac в отделке «Y», CT4 выпускается в базовой комплектации класса «Люкс», а также в комплектациях Sport и Premium класса «Люкс».
Базовая комплектация оснащается 2,0-литровым четырёхцилиндровым двигателем с турбонаддувом мощностью 237 л. с. и крутящим моментом 350 Н⋅м. Комплектация Premium оснащается 2,7-литровым рядным четырёхцилиндровым двигателем с турбонаддувом мощностью 310 л. с. и крутящим моментом 475 Н⋅м.

С 2023 года в моторную гамму вошёл 1,5-литровый четырёхцилиндровый двигатель с турбонаддувом мощностью 208 л. с. и крутящим моментом 270 Н⋅м.

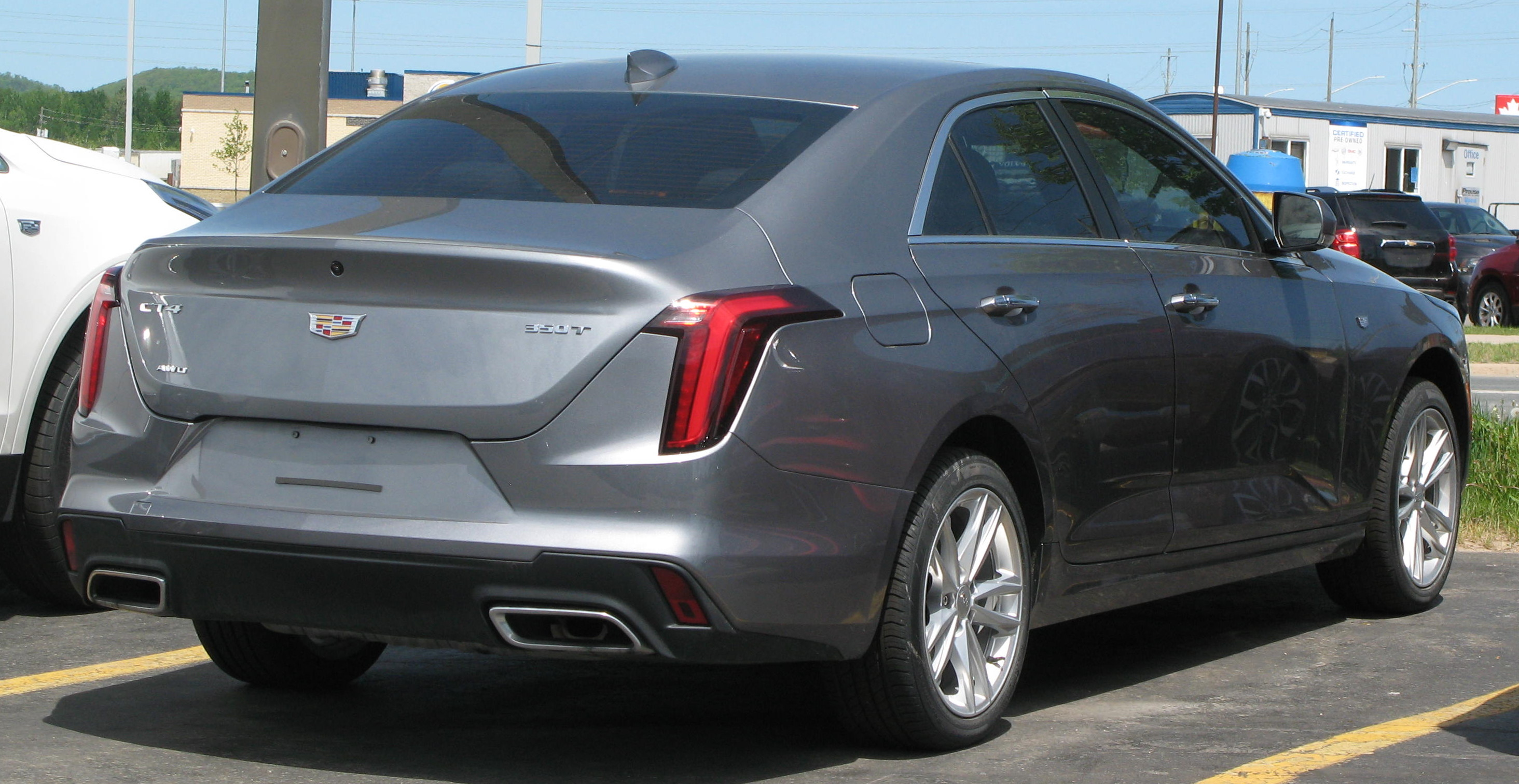
Вид сзади

## CT4-V
CT4-V был представлен 30 мая 2019 года наряду с CT5-V. Он оснащён 2,7-литровым рядным четырёхцилиндровым двигателем с турбонаддувом мощностью 325 л. с. и крутящим моментом 515 Н⋅м.

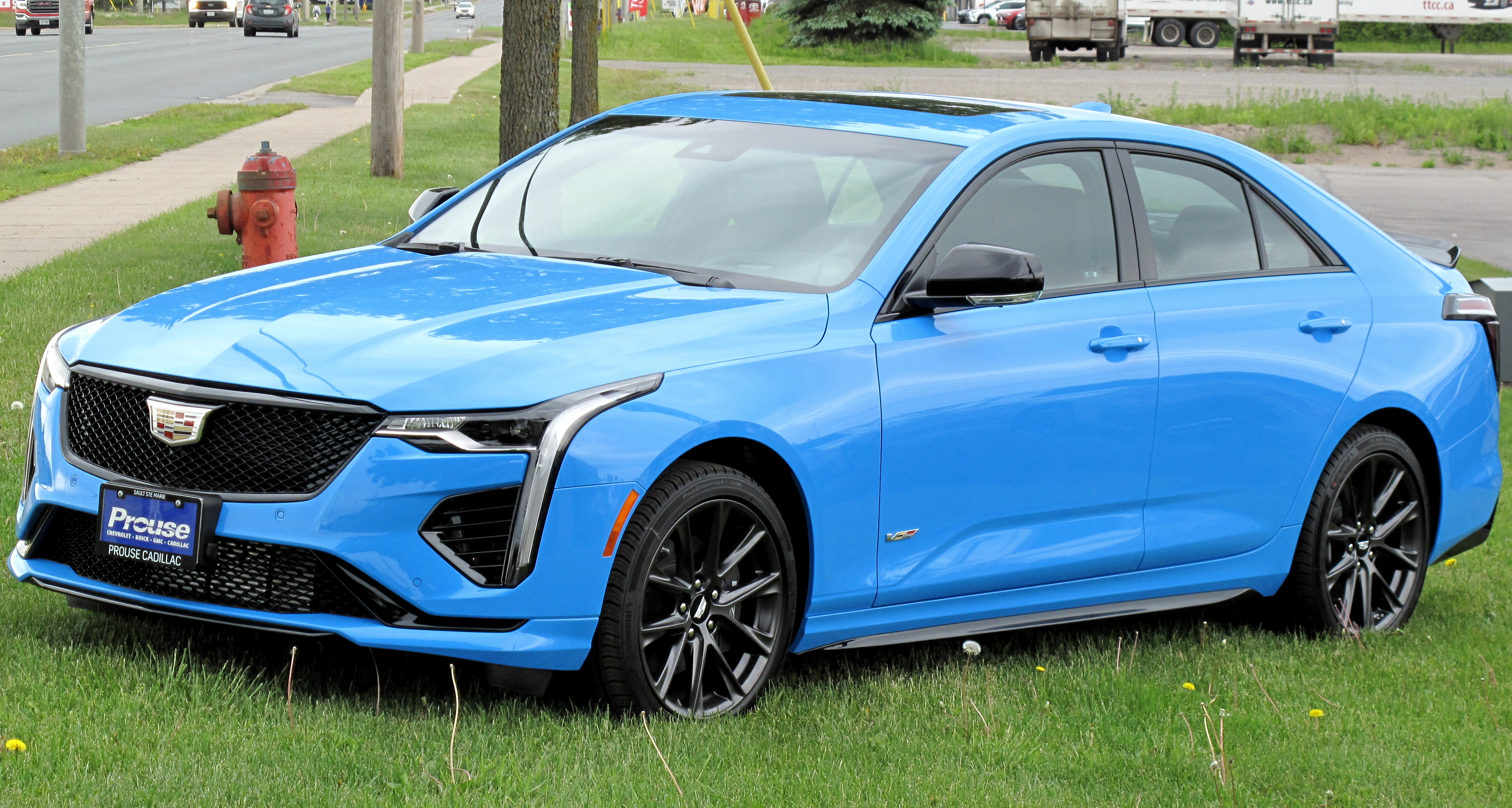
Вид спереди
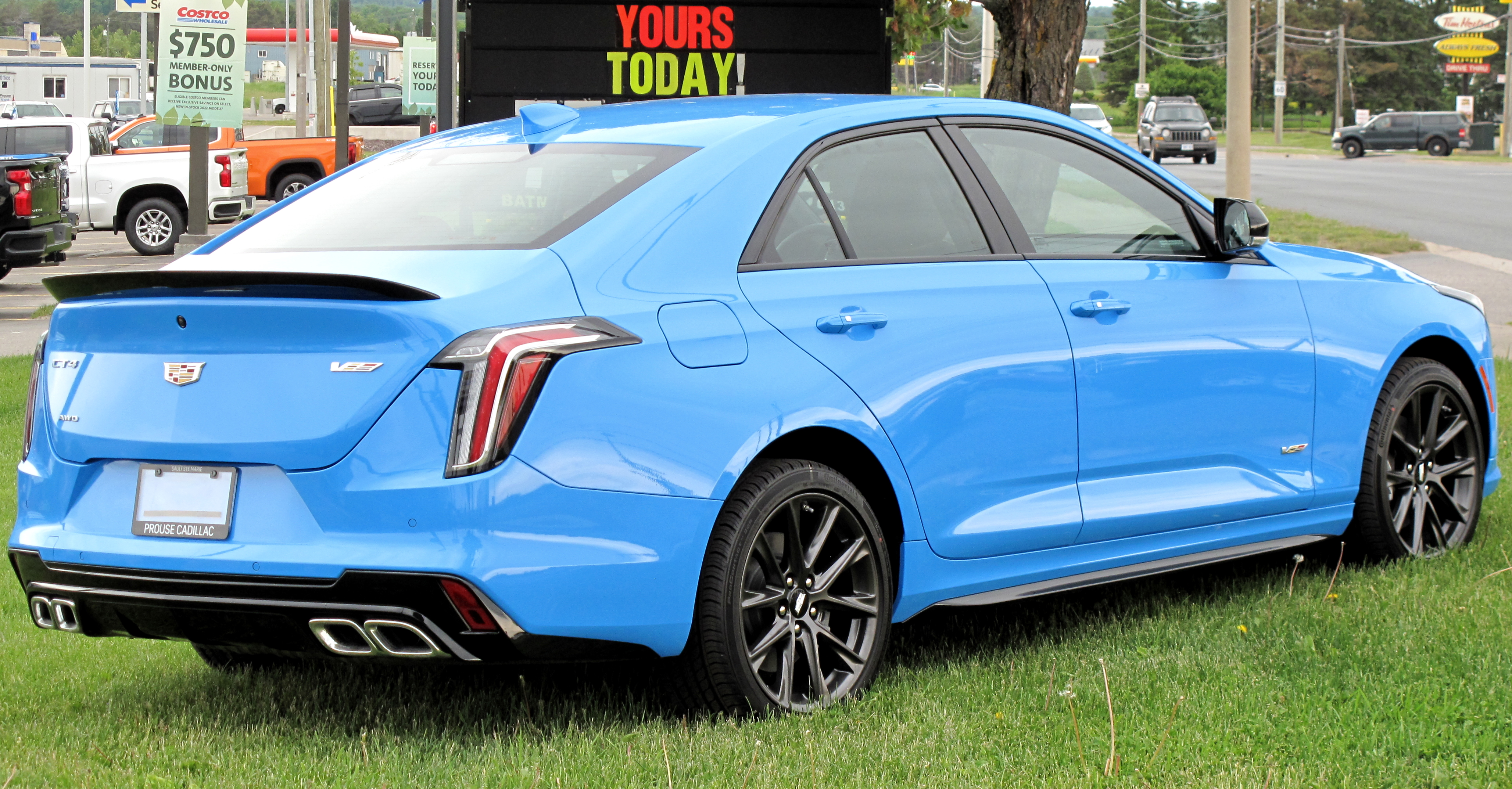
Вид сзади

## CT4-V Blackwing
CT4-V Blackwing оснащён 3,6-литровым двигателем с двойным турбонаддувом мощностью 472 л. с. и крутящим моментом 603 Н⋅м. Двигатель сочетается в паре с шестиступенчатой механической трансмиссией. До 97 км/ч автомобиль разгоняется за 3,9—4,2 секунды. Максимальная скорость - 304 км/ч. Продажи начались в начале 2021 года.

## Продажи
| Год  | США   | Китай  |
| ---- | ----- | ------ |
| 2020 | 4,889 | 16,616 |
| 2021 | 7,253 | 14,809 |
| 2022 | 9,271 |        |